# HMS Challenger (1931)
Pour les autres navires du même nom, voir HMS Challenger.
Le HMS Challenger II est un navire océanographique de la Royal Navy.
Il a été construit en cale sèche en 1930 à Chatham Dockyard puis a été déplacé à Portsmouth pour y être achevée et mise en service le 15 mars 1932.

## Histoire
Jusqu'au déclenchement de la Seconde Guerre mondiale, le Challenger II a arpenté les eaux autour du Royaume-Uni, du Labrador, des Antilles et des Indes orientales. Le 23 septembre 1932, il heurte un rocher à 6 milles marins (11 km) au nord de Ford's Harbour au Labrador, dans le Dominion de Terre-Neuve (56° 28′ 30″ N, 61° 10′ 00″ O) et s'échoue.
Renfloué, de 1939 à 1942, il est utilisé dans les eaux territoriales et comme escorte de convoi. En juin et juillet 1941, avec trois corvettes de la classe Flower, il escorte le navire de troupes Anselm en route pour Freetown en Sierra Leone. Lorsque le navire de troupes est torpillé au nord des Açores, le Challenger et la corvette HMS Starwort secourent des centaines de survivants puis les transférent sur le croiseur marchand armé HMS Cathay.
De 1942 à 1946, le Challenger arpente l'océan Indien et le Pacifique occidental. Il retourne à Chatham en 1946 pour un radoub avant de revenir dans le golfe Persique à la fin de 1946. Il quitte le golfe en 1947 et se rend à Chypre où une équipe à terre enregistre les marées. Il a ensuite gagné Gibraltar pour un autre carénage en cale sèche.
En décembre 1947, des hommes du Challenger et des deux destroyers Cockade et Contest sont débarqués à Aden pour tenter de rétablir l'ordre à la suite d'émeutes anti-juives.
Le Challenger fait le tour du monde de 1950 à 1953, arpentant les Antilles et l'Extrême-Orient, sous la direction du scientifique Thomas F. Gaskell. Commandé par le capitaine Ritchie, c'est lors de cette mission, en 1951, que le Challenger sonde la fosse des Mariannes près de Guam, y compris le point connu le plus profond des océans, à 11 033 mètres de profondeur à son maximum, près de 11° 21′ N, 142° 12′ E,. Ce point a été nommé Challenger Deep, une enquête à proximité ayant été menée en 1875 lors d'une expédition par un précédent HMS Challenger. Il quitte ainsi Plymouth le 1er mai 1950, effectue en juin-juillet des sondages aux Bermudes, ce qui permet la découverte de plusieurs monts sous-marins avec des sommets voisins de 2 500 m au-dessous de la mer. Des bancs importants de poissons sont trouvés par sonar, à une cinquantaine de mètres de profondeur. Le 18 septembre, la Jamaïque est atteinte puis le canal de Panama. Cinq stations séismiques avaient alors été établies dans l'Atlantique. Le premier point dans le Pacifique est l'île Socorro puis le navire gagne San Diego où une visite est rendue à la Scripps Institution of Oceanography de La Jolla. Le navire gagne ensuite les côtes canadiennes, visite l'île de Vancouver et l'île de la Reine-Charlotte. Après l'hivernage à Victoria (Colombie-Britanniques), les chercheurs rejoignent Honolulu où l'archipel hawaïen est comparé avec les études effectuées en 1872 par le premier Challenger. En passant par les îles Aléoutiennes, le Challenger II passe au Japon, complète la carte du détroit de Adak puis plusieurs stations séismiques sont faites entre le Japon et la Nouvelle-Zélande. C'est durant cette partie que le Challenger II obtient la mesure record de la fosse des Mariannes, divers échantillons du fonds étant prélevés.
Le navire est remis longuement en état en Nouvelle-Zélande et quitte Auckland le 22 août 1951. Les atolls des Fidji sont alors explorés et une sonde obtient 9 476 m dans la fosse des Kermadec. Le navire revient ensuite au Japon qu'il quitte le 15 avril 1952. Après Singapour, il gagne l'océan Indien par le détroit de la Sonde. De Colombo, le navire rejoint les Seychelles puis la mer Rouge est traversée. La mer Méditerranée est atteinte le 1er juillet 1952, la mer Égée remontée jusqu'à Salonique, des études effectuées autour de Malte puis, après Gibraltar, le navire revient en Angleterre, atteignant Plymouth le 27 septembre 1952.
En janvier 1954, le Challenger II retourne en Grande-Bretagne et est démantelé à Douvres.